# 横手美智子
横手 美智子（よこて みちこ）は、日本の脚本家。熊本県出身。

## 来歴
伊藤和典の一番弟子にあたる。就職活動を控えていた時期の1990年に師匠から依頼され、この時点で一度も書いたことのない脚本（『機動警察パトレイバー』TVシリーズ第12話「太田、惑いの午後」）を一夏を費やして書き上げ、脚本家としてデビューした。
『ジャングルはいつもハレのちグゥ』を皮切りに水島努監督作品に関わることが多く、近年では、『ウィッチクラフトワークス』や『SHIROBAKO』などの水島監督作品で吉田玲子と共に脚本を執筆する。

## 人物
ネット上で公開された当人の日記にて、「横手美智子」とはユニットの名前で、マネジメント担当と、プロット担当、ダイアログ担当の3人から成っており、「横手美智子」はマネジメント担当の本名をそのまま使ったものであるという内容が書かれているが、冗談ともとれる書き方のため、真偽のほどは不明である。横手と数多くの作品で組んでいるアニメ監督の高松信司はこのことを「都市伝説」としている。

## 作風
特撮作品の『燃えろ!!ロボコン』、『魔法戦隊マジレンジャー』および『獣拳戦隊ゲキレンジャー』では、主に家族、兄弟の絆やレギュラー悪の敵組織の政権交代をテーマとした脚本を執筆していた。2010年の『天装戦隊ゴセイジャー』ではスーパー戦隊シリーズ2度目のメインライターを担当し、ここでも上記のテーマが描かれている。その一方で、敵だった登場人物が綺麗に改心することに懐疑的であり、「今まで行った悪事に対してはそれなりの責任を取ってけじめをつけなければならない」という手厳しい描写を好む。また、そうした登場人物がたとえ救われずに死亡したとしても、自業自得であることも含めてその手厳しい描写に基づくものであり、そこに家族・兄弟の絆を加えることで視聴者が同情出来るケースを用意することがある。

## 参加作品
太字の作品はシリーズ構成、またはメインライター担当。

### テレビアニメ
1989年
- 機動警察パトレイバー
- らんま1/2
- らんま1/2 熱闘編

1996年
- 逮捕しちゃうぞ
- るろうに剣心 -明治剣客浪漫譚-

1998年
- ああっ女神さまっ 小っちゃいって事は便利だねっ
- カウボーイビバップ

1999年
- 神風怪盗ジャンヌ
- 天使になるもんっ!
- 魔法使いTai!

2000年
- 幻想魔伝 最遊記
- 風まかせ月影蘭
- ストレンジドーン
- グラビテーション
- 金田一少年の事件簿

2001年
- ジャングルはいつもハレのちグゥ
- 逮捕しちゃうぞ SECOND SEASON
- ヒカルの碁
- ヒカルの碁 SP 北斗杯への道 ※えんどうてつやと共同

2002年
- .hack//SIGN
- 東京アンダーグラウンド
- プリンセスチュチュ
- 七人のナナ
- NARUTO -ナルト-

2003年
- ぴちぴちピッチ（原作・漫画版原作）
- エアマスター

2004年
- ケロロ軍曹
- くじびきアンバランス（第1期・第2期ともに、シリーズ構成）
- マシュマロ通信
- BLEACH
- げんしけん

2005年
- 苺ましまろ
- 銀盤カレイドスコープ
- BLOOD+

2006年
- 怪 〜ayakashi〜「化猫」
- xxxHOLiC
- 銀魂
- デジモンセイバーズ
- 牙 -KIBA-

2007年
- げんしけん2
- おおきく振りかぶって
- モノノ怪 ※ヨコテミチコ名義

2008年
- xxxHOLiC◆継
- 純情ロマンチカ
- 純情ロマンチカ2
- 隠の王

2009年
- 鋼殻のレギオス
- 戦場のヴァルキュリア
- かなめも
- こばと。
- たまごっち!

2010年
- 侵略!イカ娘

2011年
- 世界一初恋
- 世界一初恋2
- 侵略!?イカ娘
- C3 -シーキューブ-

2012年
- たまごっち! ゆめキラドリーム
- BRAVE10
- しろくまカフェ
- 緋色の欠片
- 緋色の欠片 第二章
- 聖闘士星矢Ω
- じょしらく
- TARI TARI
- 好きっていいなよ。
- イクシオン サーガ DT
- 神様はじめました

2013年
- たまごっち! みらくるフレンズ
- 戦勇。
- たまこまーけっと
- RDG レッドデータガール
- げんしけん 二代目
- 魔界王子 devils and realist
- 凪のあすから

2014年
- GO-GO たまごっち!
- のうりん
- ウィッチクラフトワークス
- LOVE STAGE!!
- ガールフレンド（仮）
- 暴れん坊力士!!松太郎
- SHIROBAKO

2015年
- 美男高校地球防衛部LOVE!
- 境界のRINNE
- 山田くんと7人の魔女
- 純情ロマンチカ3
- 監獄学園
- それが声優!
- おそ松さん
- Dance with Devils
- 対魔導学園35試験小隊

2016年
- 境界のRINNE（第2シリーズ）
- 石膏ボーイズ
- だがしかし
- リルリルフェアリル〜妖精のドア〜
- ReLIFE
- D.Gray-man HALLOW
- はんだくん
- 美男高校地球防衛部LOVE!LOVE!
- 斉木楠雄のΨ難
- 私がモテてどうすんだ

2017年
- 境界のRINNE（第3シリーズ）
- 政宗くんのリベンジ
- 時間の支配者
- ナイツ&マジック
- クジラの子らは砂上に歌う

2018年
- だがしかし2
- からかい上手の高木さん
- こみっくがーるず
- 若おかみは小学生!
- ハッピーシュガーライフ
- ツルネ -風舞高校弓道部-
- HUGっと!プリキュア

2019年
- バミューダトライアングル 〜カラフル・パストラーレ〜
- 荒野のコトブキ飛行隊
- みだらな青ちゃんは勉強ができない
- ナカノヒトゲノム【実況中】

2020年
- 理系が恋に落ちたので証明してみた。

2021年
- 天地創造デザイン部
- ジャヒー様はくじけない!

2022年
- トライブナイン
- 最遊記RELOAD -ZEROIN- ※松井亜弥と共同
- 史上最強の大魔王、村人Aに転生する
- よふかしのうた
- 最近雇ったメイドが怪しい

2023年
- とんでもスキルで異世界放浪メシ
- お兄ちゃんはおしまい!
- 夢見る男子は現実主義者
- ツルネ -つながりの一射-
- 政宗くんのリベンジR

2024年
- 道産子ギャルはなまらめんこい
- 終末トレインどこへいく?
- 忘却バッテリー
- 黒執事 -寄宿学校編-
- ヴァンパイア男子寮
- 夜桜さんちの大作戦
- 恋は双子で割り切れない
- ぷにるはかわいいスライム

2025年
- 瑠璃の宝石
- 気絶勇者と暗殺姫
- ブスに花束を。
- 雨と君と

時期未発表
- 顔に出ない柏田さんと顔に出る太田君

### 劇場アニメ
- 劇場版ああっ女神さまっ
- 聖闘士星矢 天界編 序奏〜overture〜 ※大和屋暁と共同
- 劇場版BLEACH The DiamondDust Rebellion もう一つの氷輪丸
- クレヨンしんちゃん 超時空!嵐を呼ぶオラの花嫁
- ずんだホライずん[24]
- 劇場版 SHIROBAKO[25]
- Bright: Samurai Soul
- 劇場版ツルネ -はじまりの一射-（脚本監修[26]）

### OVA
- 機動警察パトレイバー NEW OVA
- 逮捕しちゃうぞ
- 超機動伝説ダイナギガ
- ジャングルはいつもハレのちグゥ デラックス・FINAL
- 聖闘士星矢 冥王ハーデス十二宮編
- イリヤの空、UFOの夏
- うる星やつら ザ・障害物水泳大会
- 侵略！！イカ娘
- 乙女はお姉さまに恋してる 2人のエルダー THE ANIMATION
- ゆるゆり なちゅやちゅみ!
- 監獄学園

### テレビドラマ
- 燃えろ!!ロボコン
- 特捜戦隊デカレンジャー
- 魔法戦隊マジレンジャー
- 獣拳戦隊ゲキレンジャー
- 天装戦隊ゴセイジャー
- 魔進戦隊キラメイジャー
- SEDAI WARS

### Webアニメ
- ブライト:サムライソウル
- グッド・ナイト・ワールド[27]
- グリム組曲[28]

### 著作
- 機動警察パトレイバー〈2〉シンタックス・エラー
- 機動警察パトレイバー〈3〉サード・ミッション
- 機動警察パトレイバー〈4〉ブラック・ジャック 前編
- 機動警察パトレイバー〈5〉ブラック・ジャック 後編
- やさしい夜の瞳（風佳奇譚）
- 荒ぶる神の宮-アルドナの翼
- 黄砂の冠を戴くもの-アルドナの翼
- バイトDEバトル-後藤純子の非凡な日常
- 逮捕しちゃうぞ-プライベート・ファイルM&N
- カウボーイビバップ-Wild Man Blues
- ヒカルの碁-Boy Meets Ghost
- ヒカルの碁-KAIO vs.HAZE
- くじびきアンバランス
- くじびきアンバランス（2）
- くじびきアンバランス（3）
- .hack//ZERO-ファントム・ペイン

### ドラマCD
- ちょー美女と野獣

### ゲーム
- ガールフレンド(♪) - シナリオ監修